# Stibeutes infernalis
Stibeutes infernalis är en stekelart som först beskrevs av Johannes Friedrich Ruthe 1859.  Stibeutes infernalis ingår i släktet Stibeutes och familjen brokparasitsteklar. Arten är reproducerande i Sverige. Inga underarter finns listade i Catalogue of Life.